# Krasów (województwo świętokrzyskie)
Krasów – wieś sołecka w Polsce położona w województwie świętokrzyskim, w powiecie włoszczowskim, w gminie Radków.
W latach 1975–1998 miejscowość administracyjnie należała do województwa częstochowskiego.

## Historia
Pierwsze wzmianki o Krasowie pochodzą z dokumentu z dnia  26 maja 1350 r,  wymieniony jest tam dziedzic Mikołaj de Krassow, obok Zbigniewa kanclerza krakowskiego jako świadkowie w sprawie nadania Rzezawy vel Zyrzawy kościołowi Św. Trójcy przez Kazimierza Króla Polski.(Kodeks Małopolski t.I str. 274-275)

W roku 1358 dnia 2 listopada Zbigniew de Crassow świadczy w dokumencie sprzedaży wydanym w Kurzelowie.(Kodeks dyplomatyczny Małopolski t.III str.122-123)
W 1420 roku Krasów wymieniony był jako Crassow Minorem i Crassow Majorem. Taką też nazwę podaj Długosz (L.B. t.I s.19)
W tym  czasie wieś należała do Jana Długosza.

Na przełomie XVI i XVII w. Krasów był własnością rodziny Gosławskich herbu Oksza.
Gosławscy byli protestantami, początkowo kalwinistami, później przeszli na arianizm. Przed 1623 r. założyli w Krasowie zbór ariański. Istniał on jednakże bardzo krótko. Pewne jest, że nie było go już po 1653 r. W 1650 r. ministrem w Krasowie był Daniel Jaśkiewicz.
W 1778 r. wieś należała do Jana Łabędzkiego. Natomiast w 1787 r. dziedziczką Krasowa była łowczyni oświęcimska, Zuzanna Jordanowa. 

W 1827 r. dwór w Krasowie był własnością Piotra Twardzickiego. Krasów miał wówczas 16 domów i 135 mieszkańców. 

Pod koniec lat 70. XIX w. było tu już 26 zagród i 221 mieszkańców.